# Manger bouger dormir
Manger bouger dormir est une mini-série d'animation française créée en 2018 à l'initiative du Syndicat des producteurs de films d'animation afin de promouvoir des bonnes pratiques d'alimentation et de santé publique auprès du jeune public,.
Le dessin animé est diffusé sur Gulli, M6, France 3, TF1, France 5, Disney Channel, France 4, Télétoon+, Piwi+,  TiJi, Canal J et Canal+.

## Doublage
Voix françaises :
- Diane Dassigny
- Juliette Laurent
- Charlotte O'Neill
- Benjamin Bollen
- Anne Giraud
- Gark

## Épisodes
Elle comprend deux saisons qui contiennent chacune 6 épisodes :
```
 Saison 1
```

1. Le Sucre
2. Le Gras
3. Les Boissons gazeuses (Les Boissons sucrées)
4. Le Grignotage
5. Sors tes baskets (Faire du sport)
6. Le Dodo du soir (Se reposer)

```
Saison 2
```

1. Le Tonus (Le vélo)
2. Les aliments naturels (Le potager)
3. Bien démarrer la journée (Le petit dej)
4. La bougeotte (La récré)
5. L'horloge interne (Bonne nuit)
6. L'excitation du soir (Compter les moutons)